# Caldo
Un caldo es, en gastronomía, un líquido que resulta tras hervir en agua uno o varios ingredientes, por regla general carnes, pescados o vegetales (es decir un fondo) al que se añaden cereales, pasta, verduras. Así se tiene que el caldo de pollo es simplemente agua en que se ha cocido, a veces en presencia de carne, pedazos de pollo (siendo posible los huesos), caldo de pescado es agua en que se ha cocido pescado (o sus espinas), caldo de res es agua en que se ha cocido carne bovina, y caldo de cerdo es agua en que se ha cocido carne de cerdo. La cocción se realiza en una marmita u olla de bordes altos. Este tipo de alimento se encuentra en la categoría de las salsas ya que su forma concentrada entra a menudo en su elaboración. Los caldos son la base de muchas preparaciones culinarias como las sopas, las cremas y los arroces.

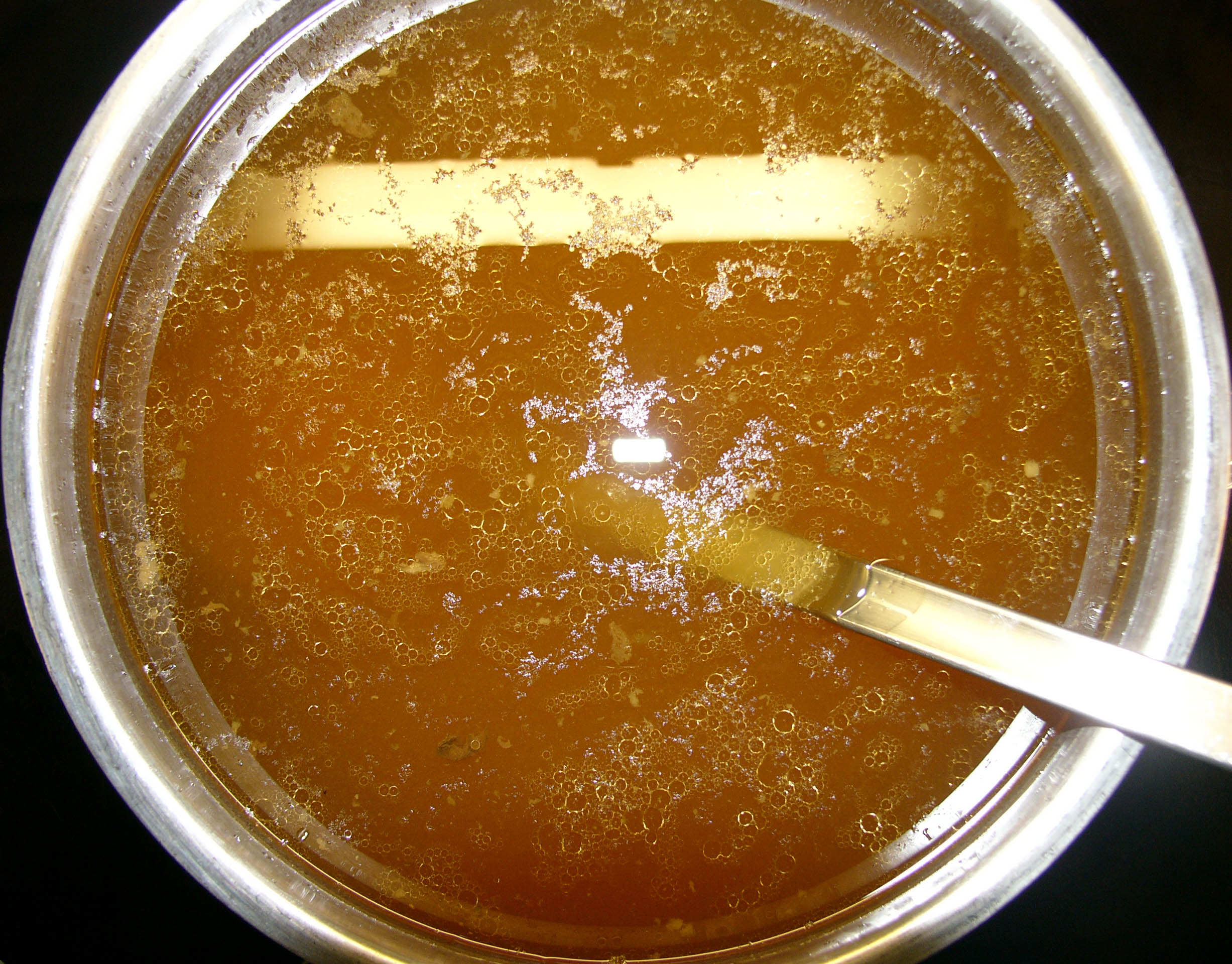
Caldo de carne y verduras.

## Características

### Ingredientes

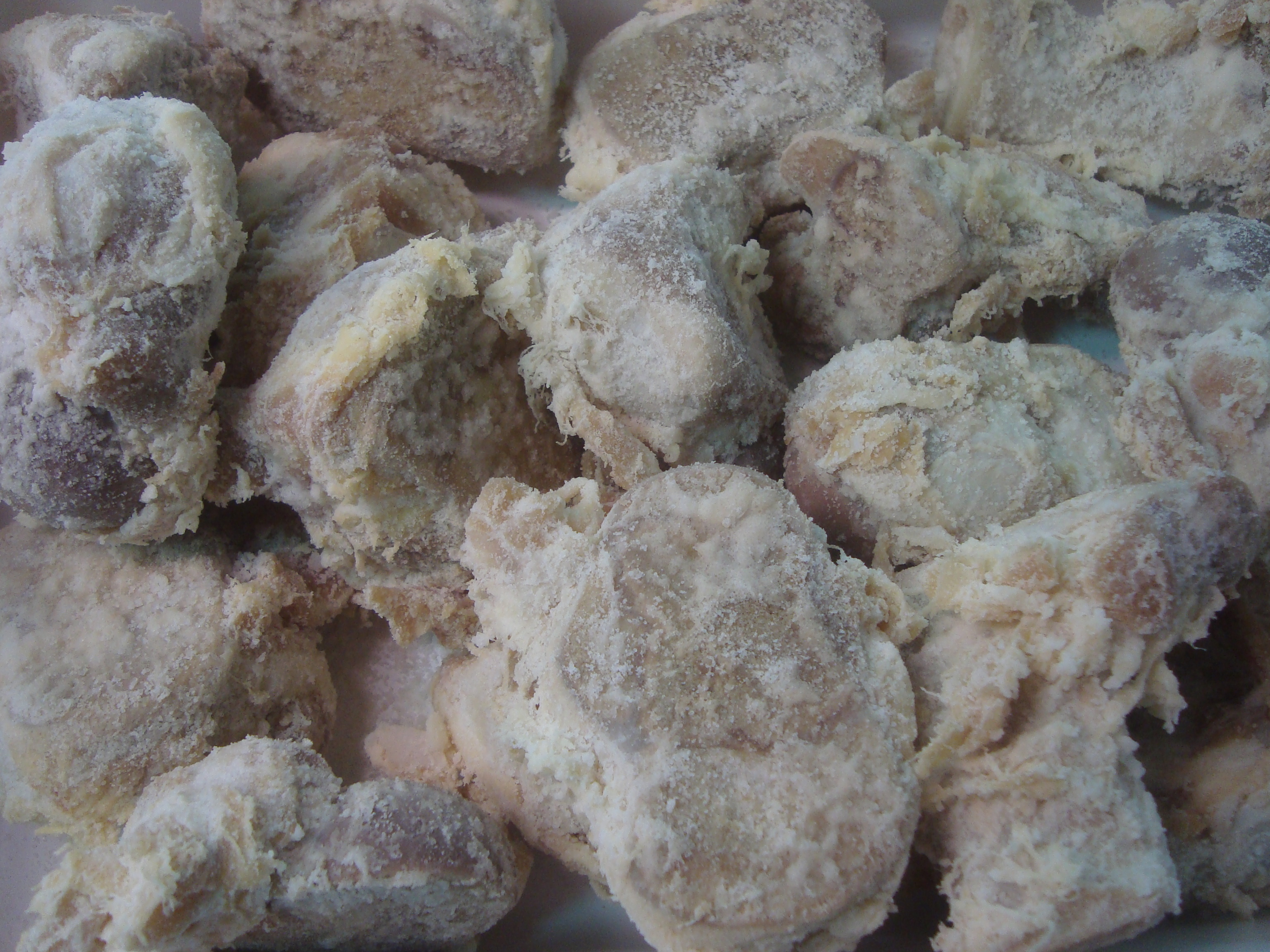
Huesos blancos salados de canillas de cerdo para hacer caldo.

- Huesos blancos salados de canillas de cerdo para hacer caldo.Componentes nutricionales - Los componentes nutricionales puede ser tanto la carne de res, pollo, cerdo y el pescado, como los huesos o las espinas, y toda clase de verduras.[1] Se puede emplear en un caldo una sola variedad de huesos o espinas, o una gama de ellos.
- Componentes aromáticos - Los componentes aromáticos se dividen a su vez en dos partes:
  - Mirepoix - Es toda aquella verdura capaz de proporcionar más sabor aromático a un caldo, como puede ser unas zanahorias, apio, nabos, cebollas, etc. Estos componentes se cortan en Mirepoix para aprovechar al máximo su sabor. A veces el componente aromático es escogido para dar estilo propio al caldo, como es el caso del clavo y del ajo que proporciona aromas mediterráneos, o del jengibre en la cocina asiática, etc.
  - Bouquet garni - Tradicional en la cocina francesa, es un conjunto de hierbas y especias. Suele consistir en una especie de ramillete de diversas hierbas aromáticas que se añade durante la cocción. En muchos guisos españoles el laurel, el tomillo, el romero o el pimentón son el aporte aromático de la cocina. Para que las especias y las hierbas permanezcan recogidas durante la cocción, se pueden envolver en una fina tela de algodón.
- Componentes líquidos - En la mayoría de los casos el componente líquido es el agua, sola o con vino blanco o tinto. A veces, los ingredientes se pueden cocer directamente en vino, aunque este proceso no sea el más habitual. En el caso de los fondos oscuros, se puede añadir salsa de tomate.

### Preparación

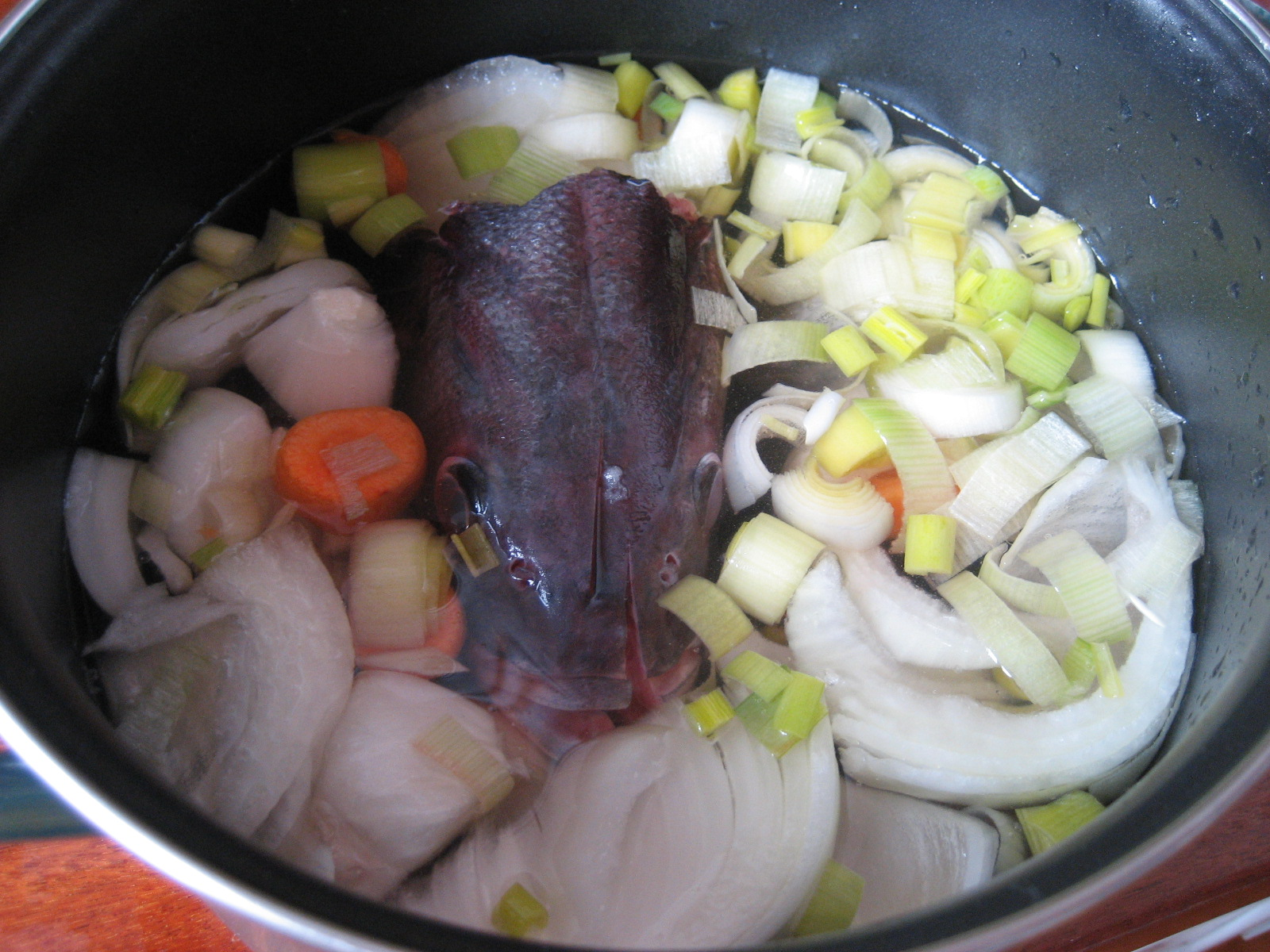
Ingredientes para un caldo de pescado: cabeza de lubina en un mirepoix.

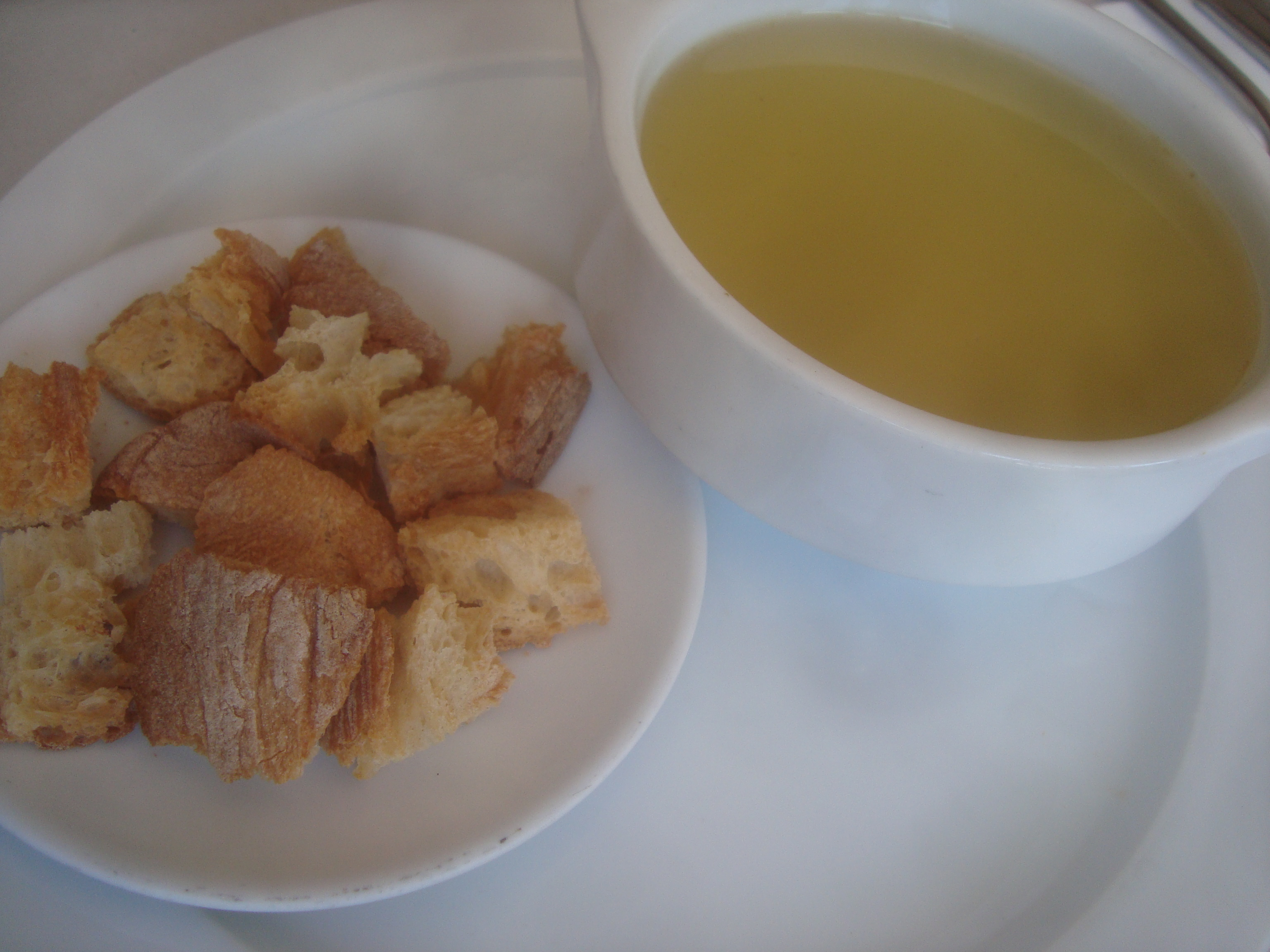
Taza de caldo, consomé.

Se aconseja empezar limpiando bien en agua fría los huesos que se van a cocer en el caldo. Para que el caldo vaya haciéndose poco a poco, conviene que se empiece a cocer en agua fría con el objetivo de que el sabor se incorpore poco a poco a la cocción. Si se empieza la cocción con agua caliente se coagula el albumen (proteínas del hueso) inhibiendo la interacción con el caldo la subsiguiente extracción de gelatina.
Durante la elaboración de los caldos suele aparecer espuma en la superficie del caldo que se debe retirar poco a poco con una espumadera. Tras esa fase de espumado, se suele echar el bouquet garni para aromatizar. En algunos países de América Latina donde se pasan los huesos por la parrilla antes de cocerlos[cita requerida], para los caldos oscuros se extiende un poco de salsa de tomate (incluso concentrada) sobre su superficie antes de asar a la barbacoa, con lo que se añade sabor y un aroma característico. Sin embargo, esta técnica no se suele emplear en la mayoría de los países. El cocido de un caldo puede durar entre cuatro y seis horas. En el caso de los caldos de pescado se reduce a una hora. 
En algunas ocasiones se suele hacer un segundo caldo con los mismos ingredientes ya empleados en otro. A esta operación se le denomina "remouiller" (mojar de nuevo en francés). Este segundo caldo no es tan denso como el primero, pero puede servir para el escaldado de verduras, entre otros.

### Los fondos
Los fondos son caldos reducidos, dejándolos hervir sin tapa para que el líquido resultante sea más concentrado, y por lo tanto más aromático. Se llaman entonces fondos, porque son el fundamento de otros platos y preparaciones culinarias. El nombre proviene del francés fond, palabra con el mismo significado. Existen dos tipos de fondos en función de su color. Esta misma tipología, si bien en un principio se refiere a los fondos, se aplica también a los caldos:
- Fondo claro (fond blanc): es la reducción de un caldo de carnes blancas (como la ternera blanca o el pollo), de verduras claras o de pescado blancos (como la merluza o el rapé). El fondo de pescado se llama fumet.
- Fondo oscuro (fond brun): es la reducción de un caldo de carnes rojas y huesos. En algunas ocasiones, se sofríe previamente los ingredientes que entrarían en la preparación del caldo blanco para proporcionar al caldo o al fondo un color marrón. La misma operación se puede hacer con cualquier otra verdura sofrita o salteada, como puede ser la cebolla, el apio o la zanahoria.

{\displaystyle \underbrace {Fondo} _{(blanco,oscuro)}+\underbrace {Hidratos~de~carbono} _{(cereales,pasta,verduras)}\longmapsto Caldo}

## Usos
El caldo sirve como alimento en sí mismo desde la antigüedad. Se utiliza frecuentemente como base para dar un sabor más rico a otros platos, como sopas, salsas (como en el caso del velouté y toda la familia de salsas derivadas) o guisos. En algunos casos, el caldo es el punto de partida de la elaboración de platos tan populares como  el arroz a banda en la cocina española. Otro caldo de pescado muy conocido en la cocina japonesa (elaborado con atún, Katsuwonus pelamis) es el dashi. Tanto la cocina española como la asiática obtienen caldos a base de gambas, como el que sirve a la elaboración de la famosa sopa malaya laksa. 
Las carnes empleadas en la elaboración de caldos pueden reemplazarse o utilizarse en otros platos como es el caso de las ensaladas (carne con alcaparras encurtidas y vinagreta)[cita requerida]. En el salade bouchère[cita requerida] elaborado con carne picada de la cocción del caldo, huevo duro, patatas y perejil. Introducido en el relleno de los ravioli. Con patatas cocidas y hechas puré en el hachis parmentier (carne picada en puré de patata gratinada al horno).
En algunos casos, la carne cocinada de este modo se utiliza como parte de tratamientos médicos para alimentación de personas con dificultades en la digestión.

## Formatos industriales
En el supermercado pueden encontrarse caldos en dos formatos distintos. En preparados deshidratados (que se presentan en forma de pastillas: dados de caldo o en polvo) que una vez añadidos al agua permiten tener un caldo rápidamente. En su presentación en Tetra Brik, se pueden encontrar realizados de la forma tradicional y envasados una vez pasteurizados, o rehidratados a partir de caldos previamente deshidratados a los que se les añaden purés de verduras para mejorar su sabor. Aunque ninguno tiene la sutilidad del caldo casero, el que más se le aproxima es el que no se hace a partir de caldos deshidratados. 
Un ejemplo de caldo de carne muy concentrado es el Gravy estadounidense o británico. La reducción lenta de un caldo de carne al 90% de aspecto denso se suele denominar en cocina como un glaze, suele ser un caldo muy concentrado con fuerte sabor salado (al que a veces suele saborizarse con glutamato monosódico), algunos cocineros realizan un glaze tan sólo de carne (glaze de viande) para preparar las salsas marrones. Algunos de los glazés acaban siendo consomés. De la misma forma un demiglaze es un caldo que se ha reducido y al que se le añade una cantidad de agente ligante, es la base de las salsas marrones, uno de los demiglazes más naturales a los que no se añade ningún agente ligante y que se reduce a pesar de añadir constantemente carne al caldo es el coulis (se trata de un bouillon de carne reducido con gran concentración). Durante la preparación de carnes los propios jugos se suelen recoger en lo que se denomina salsa integral, se trata de un caldo natural que posee sabores propios de la carne.

## Ejemplos de caldo en México
- Caldo de resCaldo de pescado o de acamayas[2]
- Caldo de res[3]
- Caldo de guajolote[3]
- Caldo de temazate[3]
- Caldo de pejepuerco[3]
- Caldo de hierba mora[3]
- Caldo de piedra[3]
- Caldo de Tepezcuintle[3]

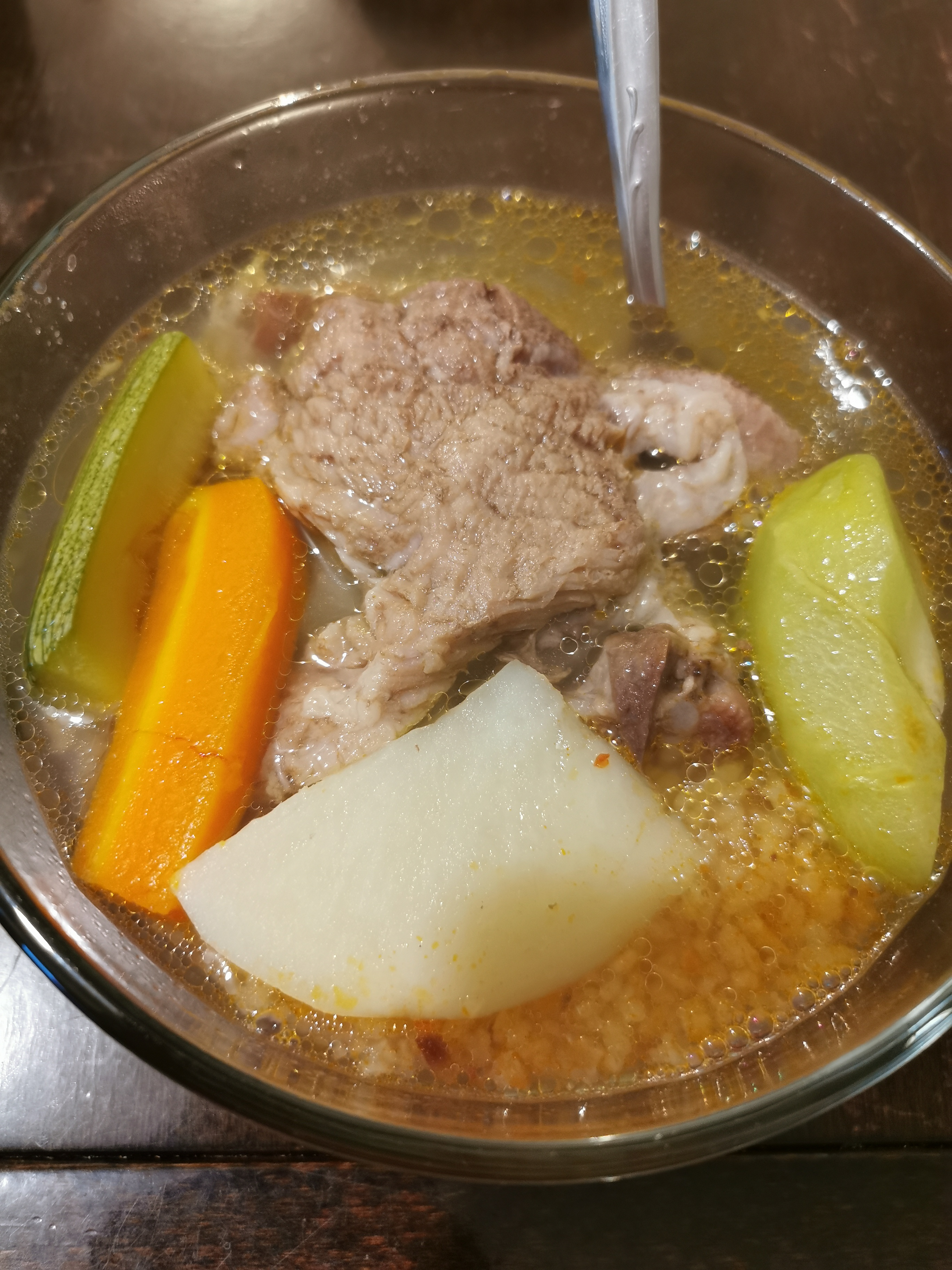
Caldo de res

- Caldo de cavío (carne de res ahumada)[4]
- Caldo de tichinda[4]